# Kepur
Kepur is een bestuurslaag in het regentschap Muara Enim van de provincie Zuid-Sumatra, Indonesië. Kepur telt 2958 inwoners (volkstelling 2010).